# Minamidaitō (Okinawa)
Minamidaitō (南大東村, Minamidaitō-son) est un village du district de Shimajiri, dans la préfecture d'Okinawa, au Japon.

## Géographie

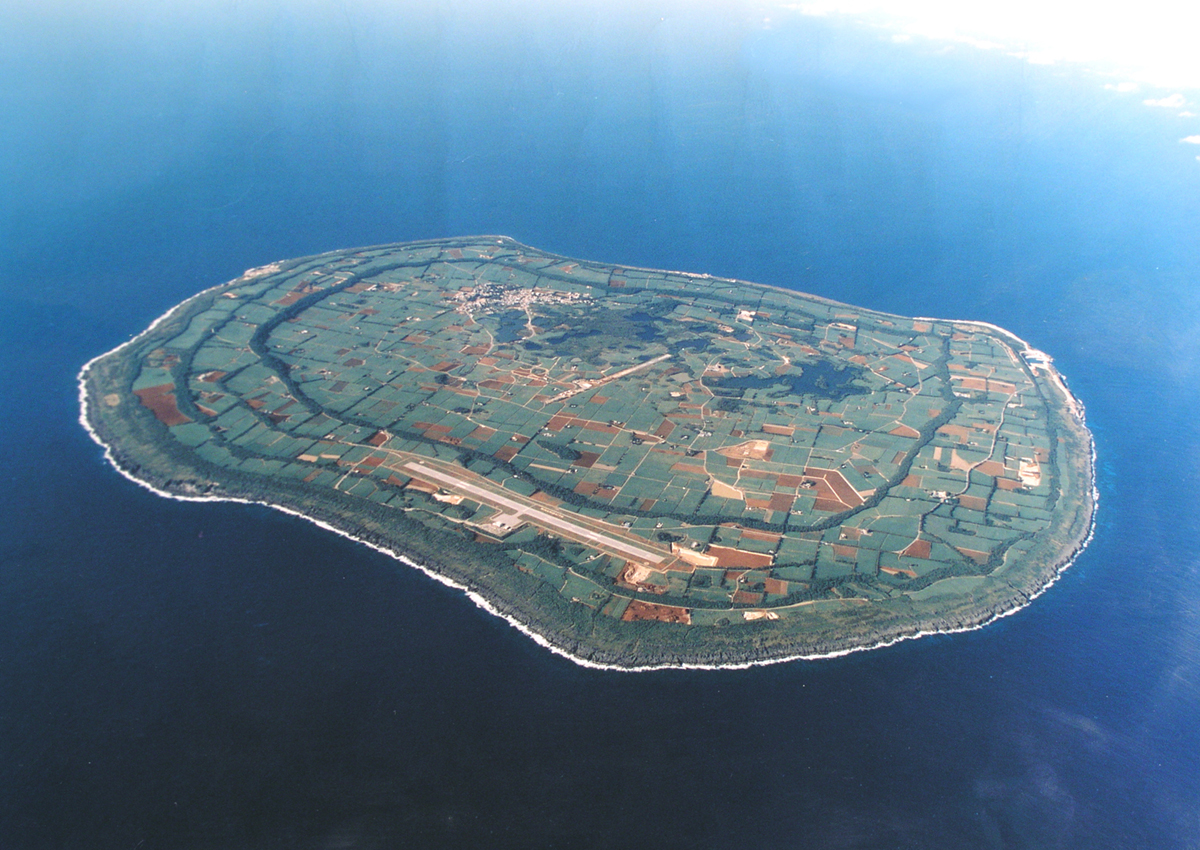
Vue aérienne de Minamidaitō.

### Situation
Minamidaitō occupe la totalité de Minamidaitō-jima, à environ 350 km à l'est de l'île d'Okinawa, au Japon.

### Démographie
Au 31 mai 2024, la population de Minamidaitō s'élevait à 1 204 habitants, répartis sur une superficie de 30,53 km2.

## Transport
Minamidaitō est accessible par avion. Les bateaux ne peuvent pas accoster directement car il n'y a pas de port sur l'île.

## Patrimoine culturel et naturel
Le village de Minamidaitō compte trois éléments désignés ou enregistrés comme patrimoine matériel, culturel ou naturel, au niveau national. 
- Nom (japonais) (type d’enregistrement)

### Patrimoine matériel
- Ancienne salle du chauffe-eau du port ouest de l’île de Minamidaitō (南大東島西港旧ボイラー小屋?) (National)

### Monuments naturels
- Communauté de palétuviers Bruguiera gymnorhiza du lac Ōike (大池のオヒルギ群落?) (National)
- Communauté végétale du littoral est de l’île de Minamidaitō  (南大東島東海岸植物群落?) (National)